# آلان دو بوتون
آلان دو بوتون (بالفرنسية: Alain de Botton)‏، كاتب وفيلسوف بريطاني، وُلد في 20 ديسمبر 1969، في سويسرا لأبوين بريطانيين. تُناقش مؤلفاته مختلف القضايا المعاصرة، مؤكدةً على أهمية الفلسفة في حياتنا اليومية. نشرَ بوتون عددًا من المؤلفات، منها مقالاتٌ في الحب (1993)، والذي بيعت منه مليوني نسخة حينئذ، وأيضًا كيف لبروست أن يغير حياتك (1997)، وقلق السعي إلى المكانة (2004)، وصدر له مؤخرًا مؤلف بعنوان دورة الحب (2016).
شارك بوتون في تأسيس مدرسة الحياة في 2008، كما ساهم بتأسيس مشروع البُنيان الحيّ في 2009. مُنحت جائزة «زمالة شوبنهاور» لبوتون تقديرًا لأعماله، وهي جائزة سنويّة تُمنح للكُتاب في مهرجان ملبورن للكُتّاب.

## التعليم
أُلحقَ بوتون حين كان طفلاً صغيرًا بمدرسة التنين، حيثُ أصبحت الإنجليزية لغته الأساسية هناك، ثم أكمل تعليمه في مدرسة هارو، وهي مدرسة داخلية خاصّة في إنجلترا. يصِف بوتون طفولته أحيانًا بـ «طفل خجول يعيشُ في مدرسة داخلية».
درس دو بوتون التاريخ في جامعة كامبريدج، وتحديدًا في كلية غنفيل وكيوس، ثم أكمل دراسة الماجستير في الفلسفة بكلية الملك في لندن (1991-1992). بعد ذلك بدأ دراسة درجة الدكتوراه في الفلسفة الفرنسية بجامعة هارفارد، لكنه قرر التوقف ليتفرغ للتأليف والكتابة.

## الكتابة والتأليف

### القصص والروايات
نشر دو بوتون روايته الأولى، مقالاتٌ في الحب، بعام 1993، وفيها يتحدث عن رحلة الوقوع في الحبّ والخروج منه. حُولت الرواية إلى فيلم سينمائي تحت عنوان: «فتياتي الخمس الأخيرات» في عام 2010. وفي عام 2016، نشر بوتون تتمةً لروايته الأولى بعنوان دورة الحبّ.

### المؤلفات غير الروائية
نشر دو بوتون أولى مؤلفاته غير الروائية في عام 1997 تحت عنوان كيف يمكن لبروست أن يغير حياتك، وكان الكتاب مبنيًا على سيرة الروائي مارسيل بروست وأعماله.
بعد ذلك بثلاث أعوام، في عام 2000، صدر له كتاب عزاءات الفلسفة، وهو الكتاب الذي استلهم عنوانه من العمل الفلسفي للروماني بوثيوس عزاء الفلسفة، وفي كتاب بوثيوس تظهر الفلسفة كأمثولة رمزية تُعزّي بوثيوس وتواسيه في فترة انتظاره تنفيذ حكم الإعدام. يحاول بوتون في كتابه، عزاءات الفلسفة، استعراض الطريقة التي يمكن بها لتعاليم فلاسفة كإبيقور، ومونتين، ونيتشه، وشوبنهاور، وسينيكا، وسقراط أن تعيننا على حلّ مشاكلنا اليومية. تلقى الكتاب الإشادات على طريقة استخدامه للفلسفة كعلاجٍ لمشاكلنا، وعلى ذات الفكرة اُنتقدَ أيضًا.
وفي عام 2004، نشرَ دو بوتون كتابه قلق السعي إلى المكانة. وفيه يتحدث دو بوتون عن أسباب بحثنا عن حبّ الناس وتقديرهم لنا (المكانة)، ويحاول كذلك تقديم حلول قد تعيننا على السيطرة على مخاوفنا تجاه مكانتنا لدى الآخرين.
يناقش دو بوتون في كتابه التالي، بُنيان السعادة (2006)، طبيعة الجمال في العِمارة وارتباطه بالسعادة والرضا لدى الفرد والمجتمع، فهو يصِف كيف للمباني أن تؤثر على حياة الناس اليومية، بالرغم من أنّه قلّما تجد الناس يُعيرون اهتمامًا لهذه الفكرة. يدافع دو بوتون هنا عن فن العمارة الحديثة، وبالوقت ذاته ينتقد العمارة العاميّة التقليدية.
وفي مؤلفه، مباهج العمل ومآسيه (2009)، عمل دو بوتون على مسحٍ استقصائي لعشرة مهن مختلفة، وتشمل المحاسبة، وعلم الصواريخ، وصناعة البسكويت، وغيرها. يحوي الكتاب، وهو عملٌ سرديّ غير روائي، مئتي صورة تكشف جمالية عالم العمل الحديث وإثارته، وكذلك أهواله التي تَعرِض علينا من حينٍ لآخر.
في يناير 2012، نشر دو بوتون كتابه دينٌ للملحدين: دليل غير المؤمنين لاستخدامات الدين، وفيه يتحدث عن فوائد الدين لأولئك الذين لا يؤمنون به. يكتب دو بوتون: «يبدو لي أن الدين بنهاية المطاف معقّد، ومثيرٌ للاهتمام، وأحيانًا حكيم للدرجة التي لا يمكن معها التخلي عنه تمامًا من قبل أولئك الذين لا يؤمنون به». نشر كذلك دو بوتون في أبريل 2012 كتاب كيف نفكر أكثر حول الجنس، وهو واحدُ من سلسلة من ستة كتب في مواضيع كتبها حول الحياة العاطفية، ونُشرت من قبل مشروعه: مدرسة الحياة.
في أكتوبر 2013، أصدر دو بوتون الفن كعلاج، وهو الكتاب الذي عمل عليه بالتعاون مع المؤرخ الفني جون أرمسترونج. يقترح الكتاب الفن كعلاج أنّ لدى بعض الأعمال الفنية العظمية القدرة على تقديم رؤىً تساعدنا على التعامل مع توتّرات حياتنا اليومية وفوضاها.
في فبراير 2014، نشر دو بوتون مُؤلفه الرابع عشر الأخبار: دليل المستخدم، وفيه يدرس آثار الأخبار على العقلية الحديثة بتحليل 25 قصّة إخبارية مجموعة من مصادر مختلفة تفصيليًا. يتناول الكتاب تحليلات دو بوتون ورؤاه حول الإعلام الحديث، وهي التحليلات التي طرحها أيضًا في كتابه قلق السعي إلى المكانة.

### الصحف، والمحاضرات، والتلفاز
اعتادَ دو بوتون على كتابة المقالات لعدّة صحف إنجليزية، فمنذ العام 1998 وحتى 2000، كان له عمود مستقلّ في صحيفة الإنديبندنت. كما أنه يسافر باستمرار لإلقاء المحاضرات، ويملك كذلك شركة الإنتاج الخاصّة به (سِينيكا للإنتاج)، وهي التي تصدر وثائقياتٍ بناءً على أعماله. شارك دو بوتون أيضًا بمحاضراتٍ عدة في مؤتمر تيد.  في يوليو 2011، ألقى كلمةً في إدنبره باسكوتلندا بعنوان «إلحاد 2.0» وهي فكرة تطرح نموذج مختلف لإلحادٍ يُعير انتباهًا لحاجتنا البشرية للتسامي، وللطقوس، وللارتباط. وفي يوليو 2009، تحدث دو بوتون في جامعة أكسفورد عن فلسفة الفشل والنجاح، وانتقد في محاضرته تلك الافتراضات التي يقوم عليها هذين الحُكمين.

## مشاريعُ أخرى

### مدرسة الحياة
في 2008، أسّسَ دو بوتون مدرسة الحياة، وله فروعٌ في كلٍ من لندن وباريس وأمستردام وأنتويرب وسيؤول وإسطنبول وتل أبيب وساوباولو وبرلين وزيوريخ وملبورن. تقدّم مدرسة الحياة تعليمًا عاطفيًا يركّز على القضايا المتعلقة بالعمل والعلاقات الاجتماعية. في مقابلةٍ لهُ مع موقع ميتكِير، يقول دو بوتون:
الفكرة هي أن نتحدى النموذج التقليدي للجامعات ونعيد توجيه المعرفة إلى الحياة، لا إلى المعرفة لغاية المعرفة ذاتها. الفكرة ببساطة هي أن هذا المشروع يحاول أن يمنح الناس ما كان من المفروض أن تمنحه الجامعات لهم: حس الحكمة والصواب لحياتهم بمساعدة الثقافة.

### البنيانُ الحيّ
في مايو 2009، أطلقَ دو بوتون مشروعًا أسماه «البُنيان الحيّ»، ومهمته بناء وتصميم بيوت تُؤجّر أثناء العُطل بالمملكة المتحدة، مُستخدمًا مفاهيمًا معاصرة في العِمارة، طوّرها روّاد في الهندسة المعمارية، مثل بيتر زومثور، ومكاتب معماريّة رائدة، مثل مفردف، وغيرهم. تتُاح هذه البيوت للإيجار للناسِ عامةً، ويهدف دو بوتون، وهو المصمم الإبداعي ورئيس المشروع، إلى المساهمة بتحسين التقدير المجتمعي للجيّد من المعمار الحديث، وهذا استكمالٌ لعمله النظري حول المعمار في كتابه بنيان السعادة. في أكتوبر 2009، اُختيرَ بوتون لزمالة فخرية من المعهد الملكي للمعماريين البريطانيينتقديرًا لجهوده في المعمار.

## أعماله

### الكُتب
- مقالاتٌ في الحبّ (1993)
- الحركة الرومانسية (1994)
- قَبّل واَروِي (1995)
- كيف يمكن لبروست أن يغير حياتك (1997)
- عزاءات الفلسفة (2000)
- فنّ الترحال (2002)
- قلق السعي إلى المكانة (2004)
- بنيان السعادة (2006)
- مباهج العمل ومآسيه (2009)
- أسبوعٌ في المطار (2009)
- دينٌ للملحدين: دليل غير المؤمنين لاستخدمات الدين (2012)
- الفن كعلاج (2013)
- الأخبار: دليل المستخدم (2014)
- دورة الحُبّ (2016)

### أعماله المترجمة للعربية
- عزاءات الفلسفة: كيف تساعدنا الفلسفة في الحياة، ترجمة: يزن الحاج، دار التنوير للطباعة والنشر، 2016.
- كيف يمكن لبروست أن يغير حياتك، ترجمة: يزن الحاج، دار التنوير للطباعة والنشر، 2016.
- قلق السعي إلى المكانة، ترجمة: محمد عبد النبي، دار التنوير للطباعة والنشر، 2017.
- دروس الحب، ترجمة: الحارث النبهان، دار التنوير للطباعة والنشر، 2020.
- عمارة السعادة، ترجمة: الحارث النبهان، دار التنوير للطباعة والنشر، 2021.
- فن السفر، ترجمة: الحارث النبهان، دار التنوير للطباعة والنشر، 2021.
- مباهج وشجون العمل، ترجمة: الحارث النبهان، دار التنوير للطباعة والنشر، 2022.
- عمل تحبه (سلسلة مدرسة الحياة)، ترجمة: الحارث النبهان، دار التنوير للطباعة والنشر، 2023.[17]
- معنى الحياة (سلسلة مدرسة الحياة)، ترجمة: الحارث النبهان، دار التنوير للطباعة والنشر، 2023.
- مسرات صغيرة (سلسلة مدرسة الحياة)، ترجمة: الحارث النبهان، دار التنوير للطباعة والنشر، 2023.[18]
- أفكار كبيرة لعقول متعطشة - مدخل إلى الفلسفة (سلسلة مدرسة الحياة)، ترجمة: إيهاب عبد الحميد، دار التنوير للطباعة والنشر، 2023.[19]

### أعماله التلفزيونية
- فتياتي الخمس الأخيرات (فيلم سينمائي مبنيّ على كتاب مقالاتٌ في الحبّ)
- الفلسفة: دليلك إلى السعادة (برنامج تلفزيوني من 6 حلقات):
  1. سقراط عن الثقة بالنفس
  2. أبيقور عن السعادة
  3. سينيكا عن الغضب
  4. مونتين عن تقدير الذات
  5. شوبنهاور عن الحبّ
  6. نيتشه عن الصعوبات
- قلق السعي إلى المكانة : فلم وثائقي مبنيّ على كتابه الذي يحمل نفس العنوان، عُرض على شبكة بي بي إس في 2008.
- فنّ الترحال

## روابط خارجية
- آلان دو بوتون على موقع IMDb (الإنجليزية)
- آلان دو بوتون على موقع مونزينجر (الألمانية)
- آلان دو بوتون على موقع قاعدة بيانات الفيلم (الإنجليزية)